# 만간지역
만간지역(일본어: 万願寺駅, まんがんじえき 만간지에키[*])은 일본 도쿄도 히노시에 있는 다마 도시 모노레일 다마 도시 모노레일 선의 역이다.
국도 제20호선 히노 우회와 도쿄 도도 503호 다치카와사가미하라 선 교차점 북쪽 간선도로 위에 있지만 무번지에 주소 표기는 아라이 124번 지선으로 알려졌다.
신센구미 부장으로 활약한 히지카타 도시조 생가와 묘소인 아타고야마이시다 절(히지카타 도시조 묘소)의 근처역이다. 이 때문에 승강장 지주에도 "히지카타 도시조 탄생의 땅"으로 표기가 되어 있다.

## 역 구조
대향식 승강장 2면 2선의 고가역이다.
자동 매표기를 2대 갖추고 있지만, 역 관계자들은 상주하지 않고 있다(낮에 주재하는 것도 있음). 계원에게 문의를 하고 싶은 경우에는 인터폰으로 남쪽의 다카하타후도 역에서 대응한다. 에스컬레이터, 엘리베이터가 설치되어 있다. 매점은 영업하였으나 2012년 4월에 폐쇄되었다.

### 승강장
| 번호 | 노선                  | 방향 | 행선                                            |
| ---- | --------------------- | ---- | ----------------------------------------------- |
| 1    | 다마 도시 모노레일 선 | 하행 | 다치카와키타・다마가와조스이・가미키타다이 방면 |
| 2    | 다마 도시 모노레일 선 | 상행 | 다카하타후도・다마 센터 방면                    |

## 역 주변
- 히지카타 도시조 자료관
- 도쿄 도 하수도국 아사카와 물 재생 센터
- 히노 시 클린 센터
- 도쿄 도립 히노 고등학교
- 이시다 대교
- 히노 세무서
- 이시다 절(히지카타 도시조 묘소)

## 역사
- 2000년 1월 10일: 영업 개시.

## 인접역
| 다마 도시 모노레일 다마 도시 모노레일 선 | 다마 도시 모노레일 다마 도시 모노레일 선 | 다마 도시 모노레일 다마 도시 모노레일 선 |
| ---------------------------------------- | ---------------------------------------- | ---------------------------------------- |
| 고슈카이도 가미키타다이 방면             |                                          | 다카하타후도 다마 센터 방면              |